# Presidenti della Provincia di Nuoro
Elenco dei presidenti dell'amministrazione provinciale di Nuoro.

## Regno d'Italia (1928-1946)

### Presidi del Rettorato (1928-1945)
- Silvestro Ales
- Vincenzo Arangino
- Francesco Bandino
- Antonio Senes
- Simone Naitana

## Repubblica italiana (dal 1946)

### Presidenti della Deputazione provinciale (1945-1951)
- Sebastiano Puligheddu

### Eletti dal Consiglio provinciale (1951-1995)
| Nº | Nº | Ritratto | Nome                       | Mandato        | Mandato        | Partito                     |
| Nº | Nº | Ritratto | Nome                       | Inizio         | Fine           | Partito                     |
| -- | -- | -------- | -------------------------- | -------------- | -------------- | --------------------------- |
|    |    |          | Pietrino Monni             | ?              | ?              | Democrazia Cristiana        |
|    |    |          | Giosuè Ligios              | 1964           | 1969           | Democrazia Cristiana        |
|    |    |          | Salvatore Murgia           | 1969           | 1973           | Democrazia Cristiana        |
|    |    |          | Gianfranco Putzu           | 1973           | giugno 1975    | ?                           |
|    |    |          | Giovanni Nonne             | giugno 1975    | dicembre 1975  | Partito Socialista Italiano |
|    |    |          | Giannetto Visentini        | dicembre 1975  | 1977           | ?                           |
|    |    |          | Mario Cheri                | 1977           | 1983           | Partito Comunista Italiano  |
|    |    |          | Tonino Orrù                | 1983           | 1985           | ?                           |
|    |    |          | Giannino Deplano           | 1985           | 1986           | Democrazia Cristiana        |
|    |    |          | Antonio Colli              | 1986           | 1987           | Partito Sardo d'Azione      |
|    |    |          | Salvatore Angelo Piras     | 28 luglio 1987 | 1º agosto 1990 | Partito Socialista Italiano |
|    |    |          | Francesco Achille Crisponi | 1º agosto 1990 | 24 marzo 1993  | Democrazia Cristiana        |
|    |    |          | Federico Caredda           | 21 maggio 1993 | 3 maggio 1995  | Democrazia Cristiana        |

### Eletti direttamente dai cittadini (1995-2015)
| Nº             | Ritratto         | Ritratto | Nome                                              | Mandato          | Mandato        | Partito                                 |
| Nº             | Ritratto         | Ritratto | Nome                                              | Inizio           | Fine           | Partito                                 |
| -------------- | ---------------- | -------- | ------------------------------------------------- | ---------------- | -------------- | --------------------------------------- |
|                |                  |          | Giuseppe Matteo Pirisi                            | 3 maggio 1995    | 14 giugno 1999 | Partito Democratico della Sinistra      |
| –              |                  |          | Tonino Rocca (Vicepresidente facente funzioni)    | 14 giugno 1999   | 1º maggio 2000 | Indipendente di centro-sinistra         |
|                |                  |          | Francesco Maria Licheri                           | 1º maggio 2000   | 10 maggio 2005 | Partito Popolare Italiano La Margherita |
|                |                  |          | Roberto Deriu                                     | 10 maggio 2005   | 23 giugno 2010 | La Margherita Partito Democratico       |
| 23 giugno 2010 | 16 febbraio 2014 |          | Roberto Deriu                                     |                  |                | La Margherita Partito Democratico       |
| –              |                  |          | Costantino Tidu (Vicepresidente facente funzioni) | 16 febbraio 2014 | 17 giugno 2015 | Partito Democratico                     |

### Eletti dai sindaci e consiglieri della provincia (dal 2015)
| Nº | Ritratto | Ritratto | Nome                                           | Mandato           | Mandato           | Partito |
| Nº | Ritratto | Ritratto | Nome                                           | Inizio            | Fine              | Partito |
| -- | -------- | -------- | ---------------------------------------------- | ----------------- | ----------------- | ------- |
| –  |          |          | Sabina Bullita (Commissario regionale)         | 17 giugno 2015    | 20 aprile 2016    | —       |
| –  |          |          | Alessandra Pistis (Commissario regionale)      | 20 aprile 2016    | 7 ottobre 2016    | —       |
| –  |          |          | Maria Cristina Madeddu (Commissario regionale) | 7 ottobre 2016    | 23 dicembre 2016  | —       |
| –  |          |          | Costantino Tidu (Commissario regionale)        | 23 dicembre 2016  | 19 settembre 2024 | —       |
| –  |          |          | Giuseppe Ciccolini (Commissario regionale)     | 19 settembre 2024 | in carica         | —       |